# Eustixia
Eustixia is een geslacht van vlinders van de familie van de grasmotten (Crambidae), uit de onderfamilie van de Glaphyriinae.  De wetenschappelijke naam en de beschrijving van dit geslacht werden voor het eerst in 1823 gepubliceerd door Jacob Hübner. 

## Soorten
- E. dichocrosialis (Hampson, 1899)
- E. pupula Hübner, 1823